# Inre halsartär

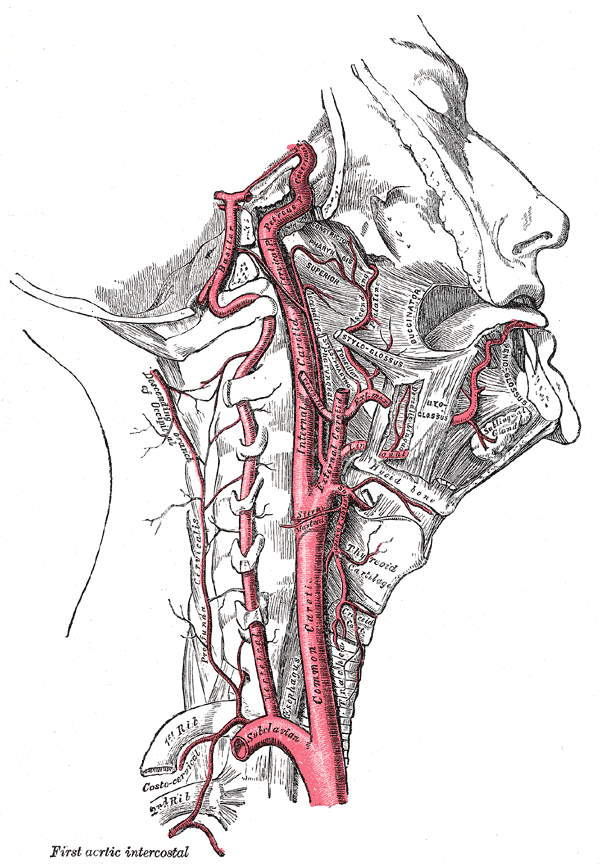
Arteria carotis interna

Inre halsartären eller inre karotisartären (lat. arteria carotis interna) är den inre delen av karotiskärlet, som börjar vid bifurkationen efter gemensamma karotisartären. Den går in i skallbenet och försörjer hjärnans främre delar, ögat samt näsan och delar av ansiktet.